# Kamionka Wielka (Polska)

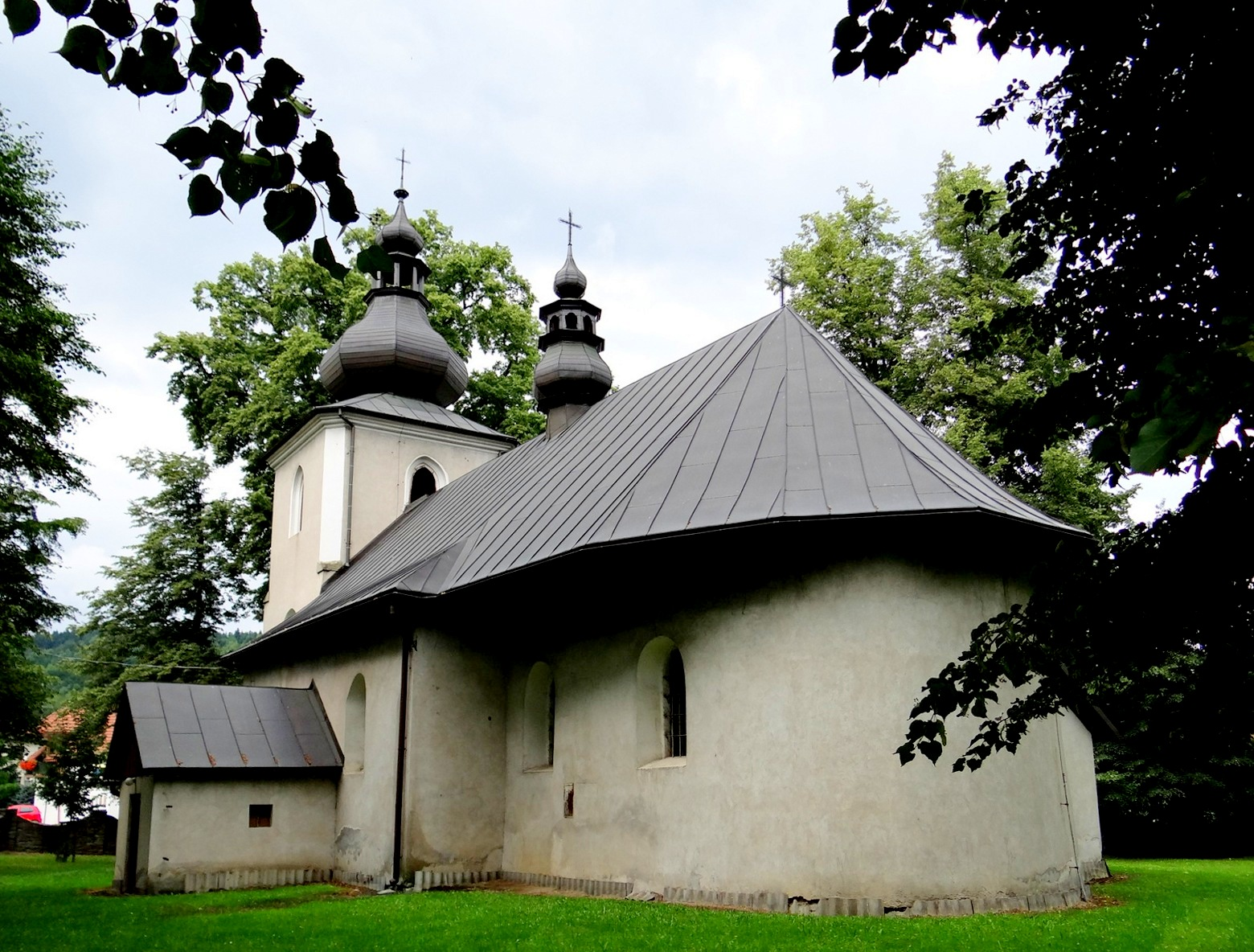
Kościół św. Bartłomieja

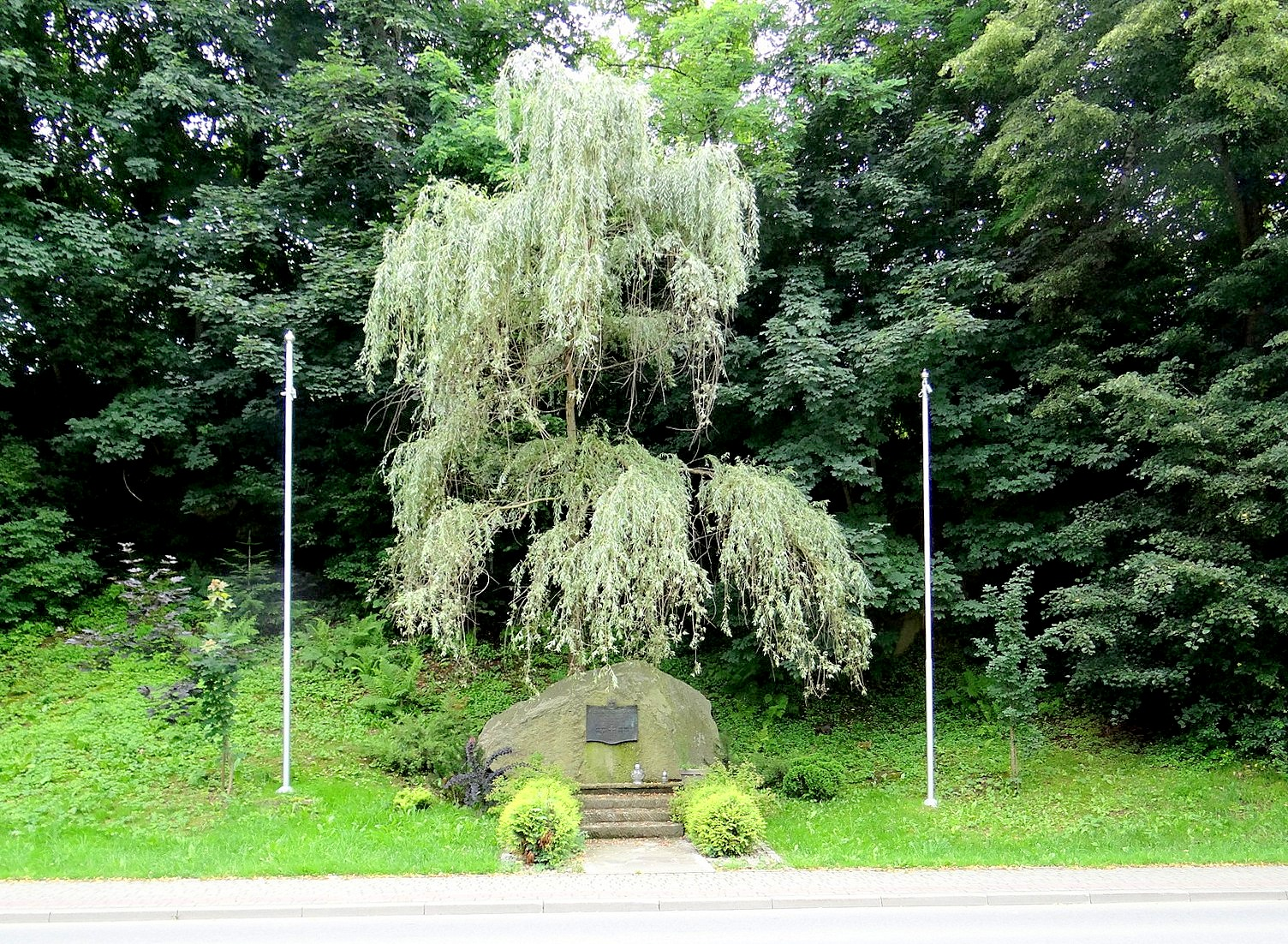
Miejsce pamięci

Kamionka Wielka – wieś w Polsce, położona w województwie małopolskim, w powiecie nowosądeckim, w gminie Kamionka Wielka. Siedziba gminy Kamionka Wielka.
W latach 1954–1972 wieś należała i była siedzibą władz gromady Kamionka Wielka. W latach 1975–1998 wieś administracyjnie należała do województwa nowosądeckiego.
Integralne części wsi Kamionka Wielka: Bania, Bańcerówka, Basiagówka, Białasówka, Cempówka, Chomątówka, Ćwierć, Dworskie, Działek, Fydówka, Głębuczek, Głodówka, Góry  Plebańskie, Hamigówka, Hebdówka, Janówka, Kamigówka, Kocembówka, Koniec Wsi, Korczagówka, Kosówka, Kowalikówka, Krawcówka, Królówka, Malczakówka, Morańskówka, Nad Stacją, Niwy, Podlipa, Popielówka, Porębówka, Ptakówka, Ptakówka Niżna, Rachelówka, Rozmusie, Rynek, Sapałówka, Surmówka Wyżna, Trojanówka, Węgrzynówka, Za Górą, Zagroda, Zagroda Niżna, Zarębek, Ziobrowskówka, Żakówka.

## Historia
Wieś lokowana na surowym korzeniu przez królową Jadwigę Łokietkową 3 lutego 1336 roku. Wieś kustosza kapituły kolegiaty tarnowskiej w powiecie sądeckim województwa krakowskiego w końcu XVI wieku.
W połowie XIX w. właścicielem wsi był Adam Morawski. W latach 1852–1857 administrował nią jego brat, Szczęsny Morawski, ceniony później historyk Sądecczyzny